# Greta Vitelli
Pour les articles homonymes, voir Vitelli (homonymie).
Greta Vitelli est une karatéka italienne née le 10 janvier 1984 à Narni. Elle a remporté la médaille d'or en kumite plus de 68 kilos aux championnats du monde de karaté 2010 à Belgrade et championnats d'Europe de karaté 2012 à Adeje.